# Neblinaea promontoriorum
Neblinaea promontoriorum Maguire & Wurdack, 1957 è una specie di pianta della famiglia delle Asteraceae. Questa specie è anche l'unica del genere Neblinaea Maguire & Wurdack, 1957.

## Descrizione
Le specie di questa voce sono piante perenni con portamenti arbustivi scarsamente ramificati o arborei (o piccoli alberi).
Le foglie, pseudopicciolate, lungo il caule sono a disposizione alternata più o meno in dense spirali. La forma delle lamine è intera con contorno oblanceolato. Le stipole sono assenti.
Le infiorescenze sono composte da capolini omogami, discoidi, solitari o pochi raccolti in formazioni cimose. I capolini sono formati da un involucro a forma strettamente cilindrica, composto da brattee (o squame) all'interno delle quali un ricettacolo fa da base ai fiori (2 - 5) di due tipi: tubulosi e ligulati. Le brattee disposte su 6 serie in modo embricato sono di vario tipo con forme da ovate a lanceolate. Il ricettacolo, minuto, è nudo.
I fiori sono tetra-ciclici (ossia sono presenti 4 verticilli: calice – corolla – androceo – gineceo) e pentameri (ogni verticillo ha 5 elementi). I fiori sono ermafroditi, actinomorfi (raramente possono essere zigomorfi) e fertili. In genere i fiori centrali sono bisessuali e tubulosi; quelli periferici sono ligulati e sterili.
- Formula fiorale:

*/x K {\displaystyle \infty }, [C (5), A (5)], G 2 (infero), achenio
- Calice: i sepali del calice sono ridotti ad una coroncina di squame.
- Corolla: la corolla è bilabiata e glabra; il labbro esterno è breve ed ha tre denti; in quello interno i lobi sono due, lunghi e arrotondati; il colore è bianco.
- Androceo: gli stami sono 5 con filamenti liberi, glabri o papillosi e distinti, mentre le antere sono saldate in un manicotto (o tubo) circondante lo stilo. Le antere in genere hanno una forma sagittata con base caudata e appendice pelosa. Il polline normalmente è tricolporato a forma sferica, più o meno echinato.
- Gineceo: lo stilo, con un nodo basale glabro, è filiforme; gli stigmi dello stilo sono due divergenti, corti e strettamente curvati, ottusi o arrotondati all'apice. L'ovario è infero uniloculare formato da 2 carpelli. L'ovulo è unico e anatropo.

I frutti sono degli acheni con pappo. La forma dell'achenio è cilindrico con sottili coste e con superficie glabra o sparsamente setosa. Il pericarpo può essere di tipo parenchimatico, altrimenti è indurito (lignificato) radialmente. Il capopodium (il ricettacolo alla base del gineceo) ha delle forme largamente anulari. I pappi, formati da 2 - 3 serie di setole capillari o barbate o densamente piumose, decidue o persistenti, sono direttamente inseriti nel pericarpo o connati in un anello parenchimatico posto sulla parte apicale dell'achenio. L'endosperma è del tipo cellulare.

## Biologia
- Impollinazione: l'impollinazione avviene tramite insetti (impollinazione entomogama tramite farfalle diurne e notturne).
- Riproduzione: la fecondazione avviene fondamentalmente tramite l'impollinazione dei fiori (vedi sopra).
- Dispersione: i semi (gli acheni) cadendo a terra sono successivamente dispersi soprattutto da insetti tipo formiche (disseminazione mirmecoria). In questo tipo di piante avviene anche un altro tipo di dispersione: zoocoria. Infatti gli uncini delle brattee dell'involucro si agganciano ai peli degli animali di passaggio disperdendo così anche su lunghe distanze i semi della pianta.

## Distribuzione
La specie di questa voce si trova in Brasile e Venezuela.

## Tassonomia
La famiglia di appartenenza di questa voce (Asteraceae o Compositae, nomen conservandum) probabilmente originaria del Sud America, è la più numerosa del mondo vegetale, comprende oltre 23.000 specie distribuite su 1.535 generi, oppure 22.750 specie e 1.530 generi secondo altre fonti (una delle checklist più aggiornata elenca fino a 1.679 generi). La famiglia attualmente (2021) è divisa in 16 sottofamiglie.

### Filogenesi
Il genere Neblinaea appartiene alla tribù Stifftieae della sottofamiglia Stifftioideae. Nell'ambito della tribù questo genere appartiene al clade denominato "Gongylolepis Clade" formato dai seguenti generi: Achnopogon, Duidaea, Eurydochus, Glossarion, Gongylolepis, Neblinaea, Quelchia e Salcedoa. Il "Gongylolepis Clade" insieme al "Hyaloseris Clade" formano un "gruppo fratello" e rappresentano il "core" della tribù.